# Microsoft Messenger pour Mac
 (mai 2009).
Si vous disposez d'ouvrages ou d'articles de référence ou si vous connaissez des sites web de qualité traitant du thème abordé ici, merci de compléter l'article en donnant les références utiles à sa vérifiabilité et en les liant à la section « Notes et références ».
Microsoft Messenger pour Mac est la version officielle du logiciel de messagerie instantanée, Windows Live Messenger sur Windows, développée par Microsoft au sein de la Macintosh Business Unit.

## Historique
- La version 2.5.1, compatible avec Mac OS 9.2.2
- La version 3.5, compatible avec Mac OS X 10.2.8
- La version 4.0.1, compatible avec Mac OS X 10.2.8
- La version 5.1.1, compatible avec Mac OS X 10.3 et versions supérieures.
- La version 6.0.3, compatible avec Mac OS X 10.3.9 et versions supérieures.
- La version 7.0.2, compatible avec Mac OS X 10.4.9 et versions supérieures.
- La version 8 beta, compatible avec Mac OS X 10.5 et versions supérieures

## Dernière version
La dernière version de Microsoft Messenger est la 7.0.1, compatible avec Mac OS X 10.4.9 et supérieures. Elle est également Application Universelle, la rendant compatible sur processeurs Intel et PPC. Cette version est sortie le 29 avril 2008. Sur le site de Messenger pour Mac, dans leur paragraphe d'introduction, Microsoft affirme avoir conçu cette version spécialement pour les utilisateurs corporatifs de Messenger pour Mac et de Office Communications Server et résume en une ligne les nouveautés de la version personnelle.

Une version beta de Messenger pour Mac est sortie fin mars 2010, incluant une gestion des conversations audio et vidéo. La version finale est disponible dans le pack Office 2011 disponible en octobre.

### Nouveautés
La version 7 de Microsoft Messenger, qui devait intégrer de nouvelles options, telles que les conversations vidéo et audio, est sortie le 29 avril 2008, mais n'a pas apporté la conversation vidéo et audio aux utilisateurs de Windows Live ID. Par contre, cette version apporte une interface remodelée, utilisant principalement le bleu, ainsi que quelques petits effets visuels. 
Les messages s'affichant dans le coin inférieur droit de l'écran lors de nouveaux messages ou de connexions d'utilisateurs a vu ses coins arrondis et sa couleur plus opaque. Finalement, l'icône a subi des légères modifications de couleurs et le contour des deux personnes ont été tracés en blanc.

### Fonctionnalités
Pour les comptes personnels (Windows Live ID):
- Chat instantané avec des contacts Live Messenger ou Yahoo! Messenger
- Possibilité de changer de statut (En ligne, Occupé, Absent, Au téléphone, etc)
- Option "Afficher ce que j'écoute" dans le message perso via iTunes.
- Rajout d'émoticons personnalisés
- Enregistrement des conversations
- Envoi et réception de fichiers
- Possibilité d'attribuer des surnoms aux contacts pour mieux les retrouver
- Apparition de la compatibilité de Bonjour avec Messenger pour Mac
- Possibilité de chercher les contacts grâce à un outil semblable à Spotlight intégré à l'interface

Pour les comptes d'entreprises (Microsoft Office Communications Server 2007):
- Conversations vidéos et audio

### Lacunes
- Pas de conversations audio pour les utilisateurs Live ID
- Impossibilité d'envoyer et de recevoir des messages instantanés en ayant le statut "Hors Ligne" (ou invisible)
- Pas de messages manuscrits
- Pas d'option "Wizz".
- Pas d'option "Clin d'œil"
- Pas d'option Jeux avec les autres contacts
- Impossible de personnaliser sa liste de contact
- Impossible de personnaliser la fenêtre de conversation (pas d'arrière plan …)

### Avantages
- Pas de publicités.